# 볼프강 아벤트로트
볼프강 아벤트로트(Wolfgang Abendroth, 1906년 5월 2일 ~ 1985년 9월 15일)은 독일의 사회주의 성향의 정치학자이자 법학자이다.

## 생애

### 바이마르 공화국
볼프강 아벤트로트는 엘버펠트(Elberfeld,현 부퍼탈)에서 중학교 교사의 아들로 1906년 5월 2일 태어났다. 프랑크푸르트암마인의 무스터슐레 고등학교를 졸업하고 튀빙겐, 뮌스터, 프랑크푸르트암마인에서 법학과 경제학을 공부했다. 1930년 1차 변호사시험에 합격했다(법학과 졸업시험). 1930년에서 1933년까지 법원시보로 근무했다.
아벤트로트는 신념에 찬 사회민주주의자의 아들로서 일찍부터 프롤레타리아 청년운동에 관여했다. 1920년 11월 공산청년동맹의 조직원이 되었으며 후에 독일 공산당 당원이 되었다. 그외에도 붉은 구호(Rote Hilfe: 적십자를 본 딴 공산계열의 구호조직)에 참여하기도 했다. 동시에 독일자유사상가동맹에서 "자유로운 사회주의 청년" 연방지도부로서 활동하면서 마르크스주의적 교육을 위해 노력했다. "사회주의적 파시즘이론"비판과정에서 독일 공산당에서 출당된 후 1928년 "공산당 당내 반대파(KPO, Kommunistischen Partei-Opposition)"를 결성한다.

### 나치시대 저항
나치 정권이 들어 선후 아벤트로트는 모든 법률관련 일을 그만 둔다. 1933년부터 KPO, 붉은 원조, 새로운 시작 등의 다양한 비합법조직에서 활동한다. 1935년 베른대학교에서 국제법관련 논문으로 박사학위를 받는다. 1936년 10월 베를린의 한 은행에서 자리를 얻어 일하다가 1937년 2월 게슈타포에 의해 체포된다. 같은해 11월 30일 카셀 고등법원에 반역죄로 4년 형을 선고받고 루카우로 보내진다.
1941년 출소후 부모가 살고 있던 포츠담으로 이주했으며, 회계사무소, 무역회사등에서 일했다. 1943년 초 새 법에 따라 징병되어 나치독일의 점령지였던 그리스로 파병된다. 1944년 그리스 인민해방군(ELAS)에 투항 후 1944년 영국군 포로로 이집트로 이송된다. 이집트 해변의 포로 수용소에 히틀러 체제의 붕괴에 대해 간부와 행정준비 교육을 한다.

### 전후 독일의 정치학자, 법학자
1946년 11월 포로수용소에서 풀려나 마르부르크에 정착하려 한다. 하지만 2차 변호사시험을 보지 않았기 때문에 법조인으로 활동할 수는 없었다. 아벤트로트는 빨리 시험을 통과하려고 했지만 전후 단시일 내에 시험을 예정되어 있지 않았다. 학창시절 동료였고 새로 헤센주 법무장관으로 임명된 게오르크 아우구스트 친(Georg August Zinn)이 1-2년간 시보로 일할 것을 권했지만 이미 그는 나이가 40대 중반이었고. 제3제국때 이미 시보일도 했었기 때문에 다른 길을 모색했다. 친의 충고에 따라 시험을 면해주는 소련점령지(동독)으로 이주를 결정한다. 친이 써준 비공식 추천서를 가지고 소련점령지 사법행정 담당이었던 오이겐 피셔(Eugen Fischer-Baling)에게로 간다. 정착지는 부모가 살고 있던 포츠담으로 정한다.
1947년 1월 포츠담에 있는 주법원의 판사가 된다. 채용절차를 거쳐 1947년 여름 소련점령 독일 법무부의 고등자문관이 된다. 1947년 9월에는 할레 비텐베르크 대학교의 법학 및 국가학부의 강사로 임명된다. 1947년 말에는 라이프치히 대학교로 옮긴후 1948년 4월 1일 국제법 교수로 임용된다. 1948년 10월에는 예나 대학교의 공법학 교수로 임용된다.
소련점령지역의 정치적 변화를 점점 동의할 수 없게 된 아벤트로트는 부인, 딸과 함께 서독으로 이주를 한다. 전쟁전에 독일 공산당원이었던 아벤트로트는 전쟁포로로 있을 당시 스탈린주의적 테러를 목격하고 독일사민당에 입당했다. 그는 정치적으로 서베를린 사민당 소속이어서 동독지역에서 독일 사회민주당과 독일 공산당이 강제로 독일 사회주의 통일당(SED)로 통합된 일과는 관련이 없었으며, 강제 통합당시 사회주의통일당에 입당하는 것을 주저하고 있었다. 결국 독일 사회민주당 당적때문에 자기 가족에게 정치적으로 피해가 갈지도 모른다는 걱정에 처가가 있는 브레멘으로 이주를 한다.
당시 그의 대학교가 있던 튀링겐주 교육부장관에게 보낸 사임 편지에서 위기일발의 블록시스템에 반대한다고 말하고 있다. 사임에도 불구하고 사회주의자로 머물거라는 내용도 포함하고 있다.
1948년 12월 21일 빌헬름스하펜의 노동정치경제대학(Hochschule für Arbeit, Politik und Wirtschaft)의 공법 및 정치학 교수로 초빙된다. 다음 해에는 브레멘 주의 주헌법재판소 재판관으로도 선출된다. 2년도 안돼서 헤센의 주총리가 된 친의 도움으로 다시 대학을 떠나게 된다. 1950년 11월 15일 마르부르크 대학교의 정치학 교수로 임용되어 1972년 퇴임할 때까지 재직한다. 이외에 1959년에서 1963년까 헤센 주의 주헌법재판소 재판관으로도 재직한다.
아벤트로트는 학자로서 정치적 입장때문에 많은 논쟁을 일으켰다. 냉전시대에 마르크스주의는 의회민주주의와 공존할 수 없다고 생각되었다. 하지만 아벤트로트에게 법치국가적 기본권은 사회주의적 사회의 실현의 전제이며 동시에 그는 인권의 발전과 시민적 자유와의 관계속에서 사회주의를 설명할 수 있다고 봤다.
아벤트로트는 사민당의 학생조직인 독일사회주의학생동맹(SDS)과 밀접한 관계를 유지하여, SDS가 마르크스주의를 표방한 것에 대한 반발로 사민당이 SDS와 단절하며,지도부에서 아벤트로트와 다른 교수들에게 SDS 지지를 포기를 요구하자 이를 거부하였다. 결국 아벤트로트는 1961년 사민당에서 출당된다.
그는 사회주의 동맹의 창설자 중 하나였으며 대표를 지내기도 한다. 에른스트 블로흐, 오십 플레츠트하임, 에리히 케스트너등과 60년대 말 민주주의와 군축을 위한 부활절 행진의 관리위원을 맞기도 했다. 그외에도 독일 공산당 금지 취소 또는 서독에서의 공산당 허용을 요구했다. 독일 공산당(DKP) 창립후에는 다른 소위 마르부르크 학파들과 다른 도시의 학자들과 DKP의 마르크스주의연구소의 자문위원단에 들어간다. 아벤트로트는 60년대 학생봉기의 지지자였음에도 불구하고 소수의 혁명적 활동에는 동의하지 않았다.
퇴임 후 프랑크푸르트의 노동아카데미에서 강의했다.
그리고 독일 공법학회(Vereinigung der Deutschen Staatsrechtslehrer) 회장을 역임하기도 했다.

## 저서
- Die deutschen Gewerkschaften. Weg demokratischer Integration. (1954), DVK 1989, ISBN 3-88107-052-4
- 'Zum Begriff des demokratischen und sozialen Rechtsstaats' im Grundgesetz der Bundesrepublik Deutschland, 1954 독일 연방공화국 기본법에 있어서의 민주적·사회적 법치국가의 개념(김효전 옮김), 심천계희열박사화갑기념 공법학의 현대적 지평, 박영사, 1995년 11월, 50-74면
- Aufstieg und Krise der deutschen Sozialdemokratie. Stimme 1964
- Sozialgeschichte der europäischen Arbeiterbewegung. Suhrkamp 1965 "1968년 이전의 유럽 좌파",신금호 옮김,책벌레.2001
- Das Grundgesetz. Einführung in seine politischen Probleme. 1966
- Antagonistische Gesellschaft und politische Demokratie. Aufsätze zur politischen Soziologie. Luchterhand 1968
- Wolfgang Abendroth - Ein Leben in der Arbeiterbewegung. Suhrkamp 1976 (Autobiographischer Interview-Band)
- Einführung in die Geschichte der Arbeiterbewegung. Distel 1997, ISBN 3-929348-08-X
- Gesammelte Schriften Band 1 (1926-1948), Offizin 2006; ISBN 3-930345-49-8

## 같이 보기
- 프랑크_데페 - 마부르크 대학교 정치학과 볼프강 아벤트로트 교수 후임 프랑크 데페(Frank Deppe) 교수